# Либідь (Рязань)
Либідь (рос. Лыбедь) — річка в місті Рязань.
Початок бере з Рюмина ставка, впадає в річку Трубіж, праву притоку Оки, яка впадає у Волгу. Протяжність — декілька кілометрів. Нині велика частина течії річки знаходиться в підземних колекторах, на поверхні знаходяться невеликі ділянки поблизу витоку і впадіння в Трубіж.
У межиріччі Трубежу та Либеді, на високому пагорбі природного походження знаходиться Рязанський кремль — древній історичний центр міста Рязані, заснований у 1095 році.
Сама назва «Либідь» вказує на зв'язок з Києвом, де також є річка Либідь, права притока Дніпра.
Нині річка сильно обміліла, забруднена, має низьку якість води — будь-якого господарського значення не має. Ширина русла на поверхні — не більше 3 метрів.
На честь річки в місті названо дві вулиці і великий Либідьський бульвар, під яким сьогодні і протікає річка.